# Futou

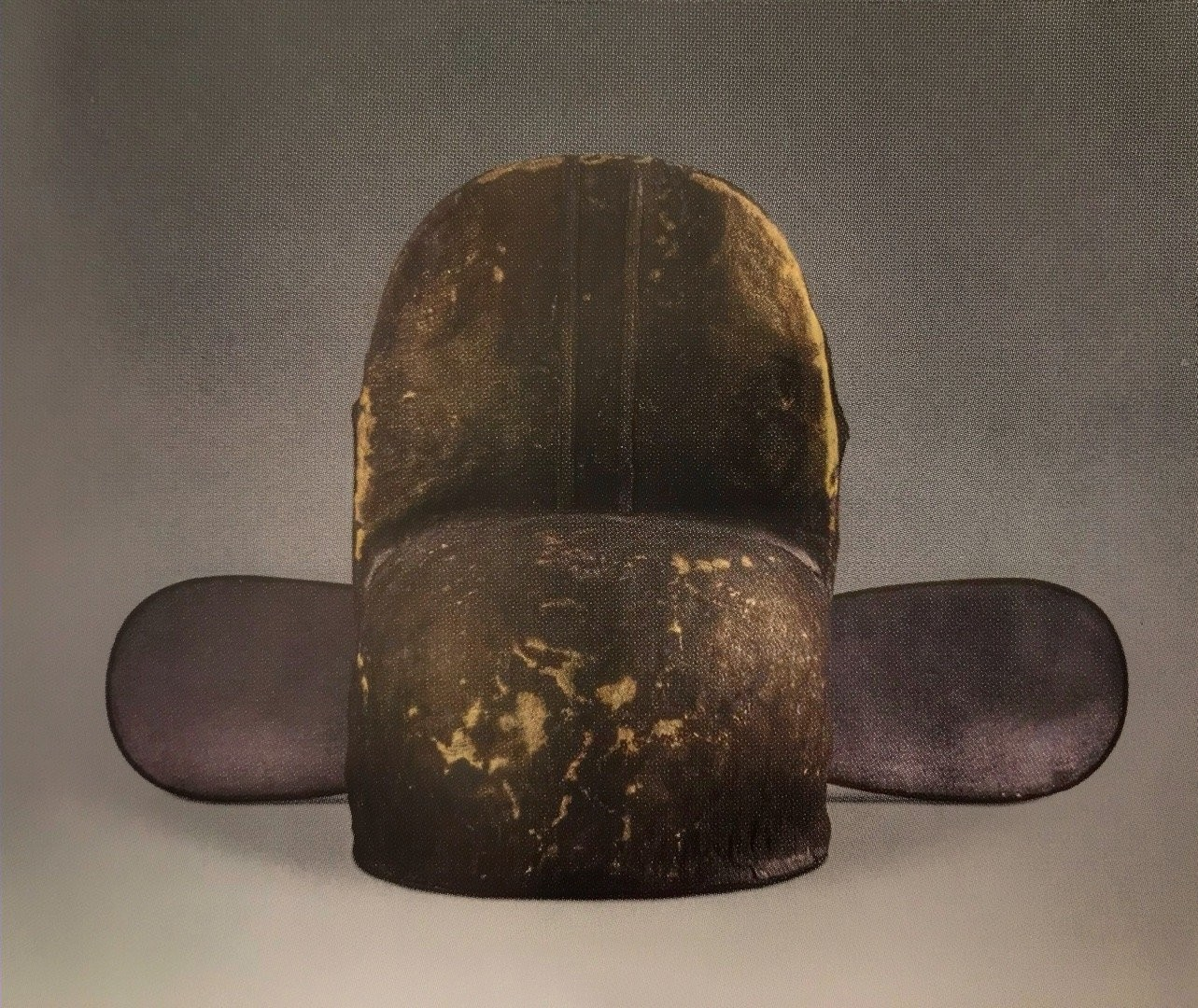
Wushamao (type de futou) au musée de Shanghai

Le futou (chinois traditionnel : 襆頭/幞頭), également connu sous les noms de fu (幞) et toujin (頭巾), est l'un des couvre-chef les plus importants à faire partie du hanfu ou costume chinois des Han. Il apparaît dans la dynastie Zhou du Nord sous l'empereur Wu, où son port se généralise. Porté sous les dynastie Tang et dynastie Song, il est le couvre-chef habituel des représentants du gouvernement. Le futou est à l'origine un couvre-chef en forme de turban noué derrière la tête, les deux angles de tissu dépassant de chaque côté en guise d'ornements. Le long des dynastie Sui et dynastie Ming, le futou évolue et se transforme sur le modèle du fujin. Il prend ensuite plusieurs formes et types. Le futou des représentants du gouvernement sous les dynasties Song et Ming, plus tard nommé wushamao (烏紗帽), se fonde sur le futou de la dynastie Tang. Introduit en Corée, il y est employé jusqu'à la fin de la période Joseon.

## Origine du nom
Le mot futou (ou putou) (chinois : 幞头 ; chinois traditionnel : 襆頭 ou 幞頭) signifie « écharpe de tête » ou vêtement de tête. Sa fonction serait de couvrir la tête d'un tissu de couleur noire.

## Histoire

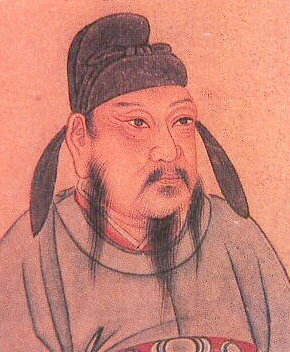
L'empereur Tang Gaozu coiffé d'un futou.

Les origines du futou peuvent être retracées jusqu'à la dynastie Zhou du Nord sous l'empereur Wu, qui enveloppait sa tête de deux rubans, appelés sijiao (四腳 ; sìjiǎo). D'aprèsle Tongdian, l'empereur crée le futou en coupant un fujin. 
Le futou apparaît en coupant une pièce de mousseline et en l'attachant à l'aide de quatre rubans, deux des rubans noués derrière la tête sont laissés pendus des deux côtés, et les deux autres sont noués au-dessus de la tête sur l'avant.
Sous la dynastie Tang, le futou est fait de mousseline noire. Une doublure est ajoutée à l'intérieur du futou à partir de l'an 614, appelée jinzi (巾子) ; le jinzi permet de donner une apparence plus rigide et plus harmonieuse au futou, après avoit été taillé, il était laqué de noir et pouvait recouvrir le futou.

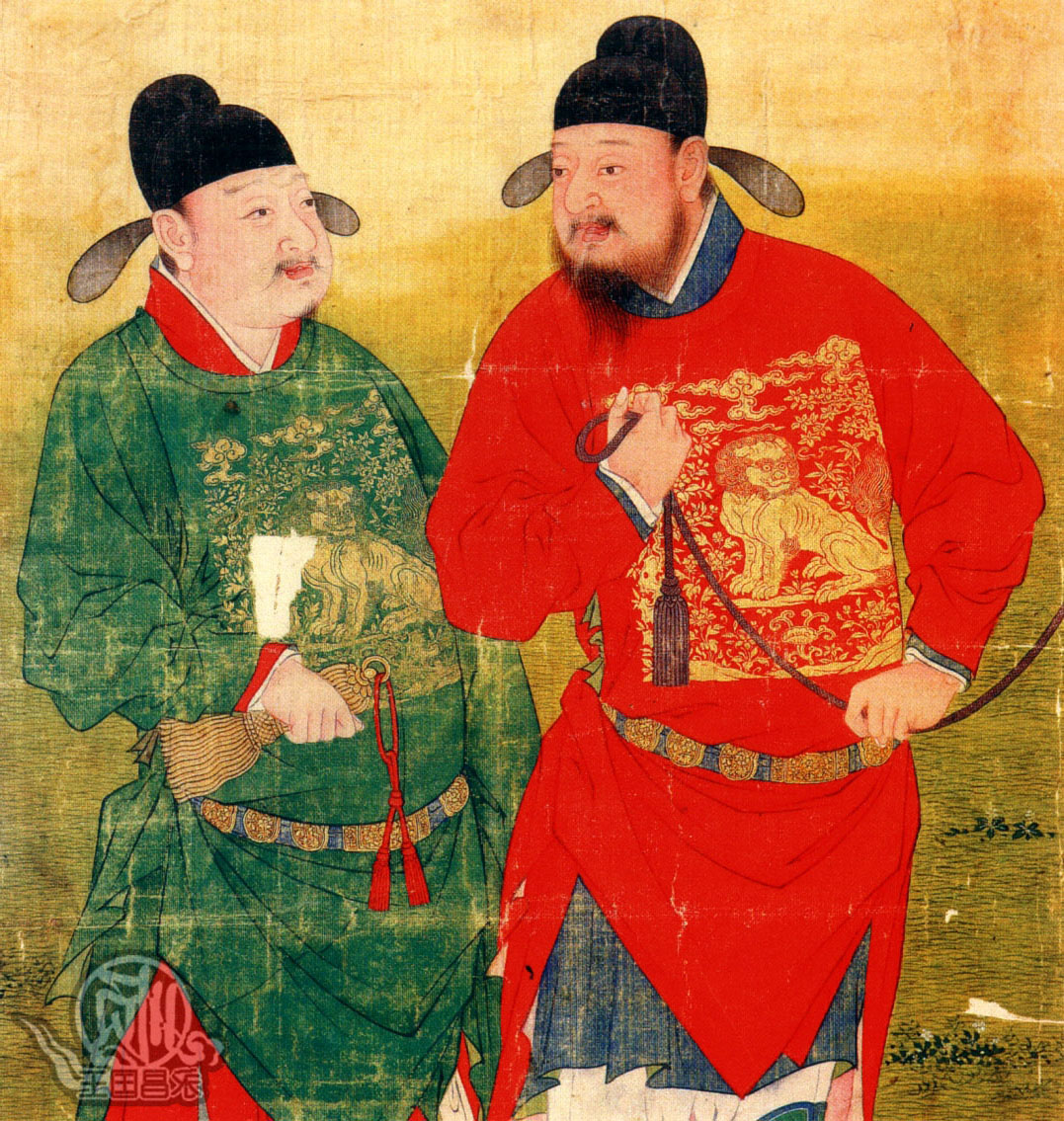
Des wushamao de la dynastie Ming.